# クルト・スミス
クルト・スミス（Curt Smith, 1986年9月9日 - ）は、オランダ領アンティルのキュラソー島ウィレムスタッド出身のプロ野球選手（内野手）。右投げ右打ち。現在は、独立リーグであるアメリカン・アソシエーションのリンカーン・ソルトドッグスに所属している。
カート・スミスとも表記される。

## 経歴

### プロ入り前
2002年にはシニアリーグ・ワールドシリーズにキュラソー代表で出場して優勝している。この時のチームメイトにはジェイアー・ジャージェンス、シャイロン・マルティス、シャーロン・スコープらがいた。
メーン大学へ進学。

### カージナルス傘下時代
2008年のMLBドラフト39巡目でセントルイス・カージナルスに入団。
2009年開幕前の3月に開催された第2回WBCのオランダ代表に選出された

### ソルトドックス時代
2011年は独立リーグであるアメリカン・アソシエーションのリンカーン・ソルトドッグスでプレーした。オフの9月20日に、第39回IBAFワールドカップのオランダ代表に選出されたことが発表された。同大会ではヨーロッパの国としては1938年大会のイギリス代表以来73年ぶりの優勝を果たした。この栄誉を称えて代表24人全員に「サー」の爵位が贈られ、スミスにも贈られた。

### マーリンズ傘下時代
2012年はマイアミ・マーリンズ傘下の2Aでプレーした。

### ソルトドックス復帰
2013年開幕前の3月に開催された第3回WBCのオランダ代表に選出され、2大会連続2度目の選出を果たした。
シーズンではミネソタ・ツインズ傘下でプレーするも、リリースされ、ソルトドッグスに復帰した。

### カージナルス復帰
2014年はセントルイス・カージナルスとマイナー契約した。オフに自由契約となった。12月19日にソルトドッグスと契約。
2014年9月2日に第1回フランス国際野球大会のオランダ代表に選出された。同大会でオランダ代表は初代優勝国となった。
大会終了後の12日に第33回ヨーロッパ野球選手権大会のオランダ代表に選出された。同大会ではオランダ代表が大会の記録である自国の20回の優勝を塗り替える3大会振り21度目の優勝を果たした。

### 2度目のソルトドックス復帰
2015年2月17日に「GLOBAL BASEBALL MATCH 2015 侍ジャパン 対 欧州代表」の欧州代表に選出された。3月10日の第1戦に「3番 一塁手」で先発出場し、猛打賞を記録した。
3月11日の第2戦にも「3番 一塁手」で先発出場した。大会終了後に古巣ソルトドッグスと契約を結んだ。
オフの10月12日に第1回WBSCプレミア12のオランダ代表候補選手36名に選出され、10月20日に第1回WBSCプレミア12のオランダ代表選手28名に選出されたことが発表された。打率.400、1本塁打、9打点をマーク。
2016年9月7日に第34回ヨーロッパ野球選手権大会のオランダ代表に選出された。同大会では優勝を果たした。
また、日本代表との強化試合のオランダ代表はウィンターリーグに参加するため辞退した。
2017年開幕前の2月7日に同年のアメリカ遠征のオランダ代表に選出された。また、2月9日には第4回WBCのオランダ代表に選出され、3大会連続3度目の選出を果たした。

## 詳細情報

### 代表歴
- 2009 ワールド・ベースボール・クラシック・オランダ代表
- 2011 IBAFワールドカップ オランダ代表
- 2013 ワールド・ベースボール・クラシック・オランダ代表
- 2014年フランス国際野球大会オランダ代表
- 2014年ヨーロッパ野球選手権大会オランダ代表
- 2015 WBSCプレミア12 オランダ代表
- 2016年ヨーロッパ野球選手権大会オランダ代表
- 2017 ワールド・ベースボール・クラシック・オランダ代表
- 2019年ヨーロッパ野球選手権大会オランダ代表
- 2019 WBSCプレミア12 オランダ代表